# ارتش چهارم (رومانی)
ارتش چهارم (انگلیسی: Fourth Army) یک ارتش میدانی (شکل نظامی) از نیروهای زمینی رومانی بود که از قرن نوزدهم تا دهه ۱۹۹۰ فعال بود.